# 4380 Geyer
A 4380 Geyer (ideiglenes jelöléssel 1988 PB2) a Naprendszer kisbolygóövében található aszteroida. Eric Walter Elst fedezte fel 1988. augusztus 14-én.